# Bartholomaeus Gravius

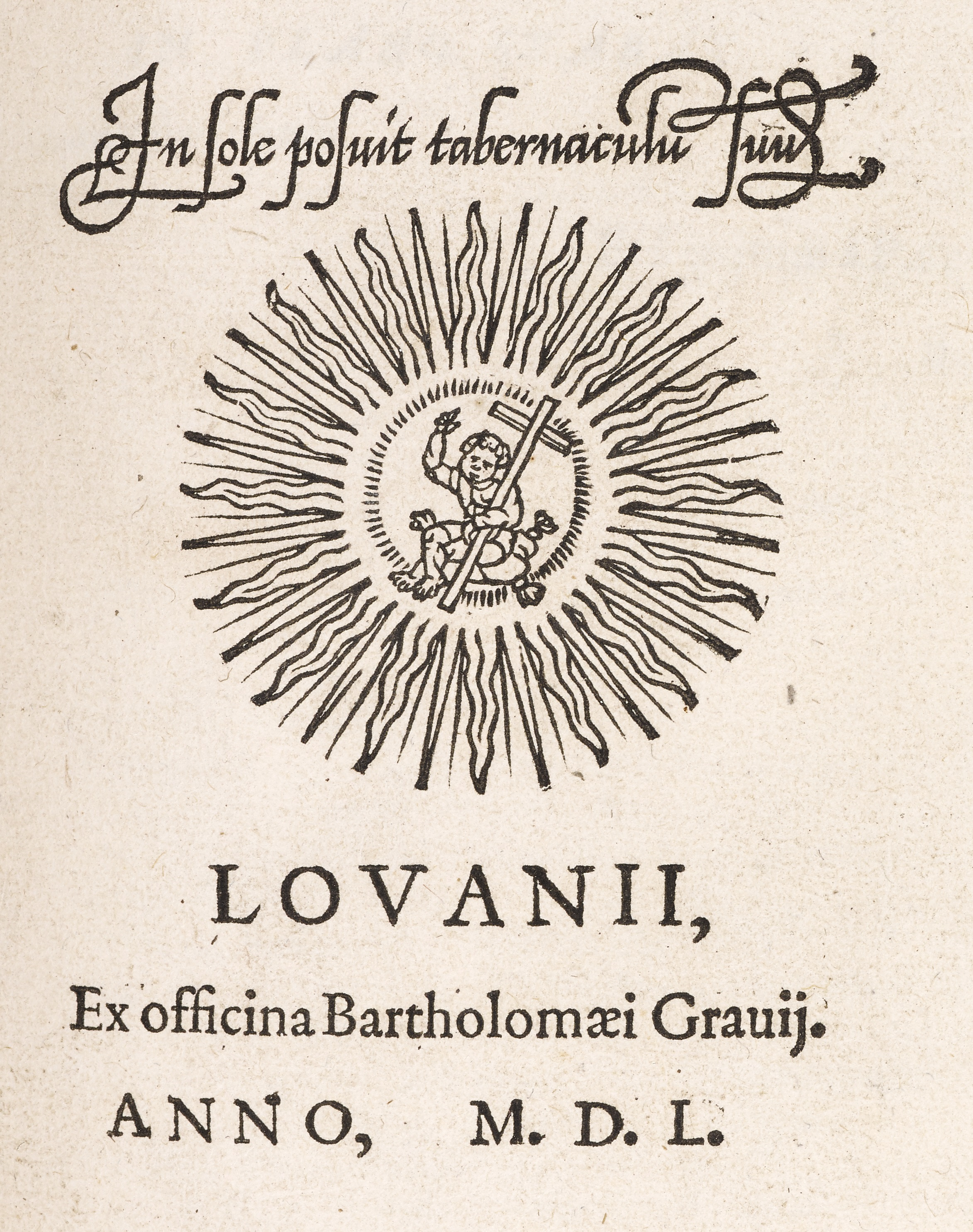
Drukkersmerk van Bartholomaeus Gravius, 1550.

Bartholomaeus Gravius (° ?, Leuven, † Leuven, vóór 13 december 1578) was een Leuvense drukker, uitgever en boekhandelaar.

## Levensloop
Bartholomaeus Gravius was actief als boekdrukker en handelaar vanaf omstreeks 1530 tot 1578 in Leuven. Gravius was woonachtig in de Gulden Sonne in de Mechelsestraat in Leuven (‘Sub sole aureo, juxta templum Divi Petri’), in het gedeelte tussen het M. De Layensplein en de Vismarkt. Hij werd vanaf 1530 de vennoot van Rutger Rescius, die aanvankelijk corrector van Dirk Martens en later professor Grieks in het Collegium Trilingue was. Samen gaven Rescius en Gravius een veertigtal boeken uit waarvan het eerste een Griekse editie van Plato uit 1531 is.
De productie van Gravius betreft voornamelijk Griekse teksten voor de academische activiteiten van Rescius en typeren zich door een grote zorg voor typografie. Na het overlijden van Rescius in 1545 nam Gravius het atelier over. Zijn drukkersmerk stelt een Christuskind met Kruis voor dat zit op een kussen te midden van een vlammende zon, met de tekst ‘In sole posuit tabernaculum suum’.
Vanaf 29 augustus 1546 tot aan zijn overlijden in 1578 was Gravius officieel drukker van de universiteit van Leuven. Zijn atelier is in deze periode een van de belangrijkste Leuvense drukkerijen. Zijn aanvraag uit 1546 om exclusieve drukrechten van bijbels in het Latijn, Vlaams en Frans te verkrijgen, werd verleend op 9 november 1546 en dit voor een periode van 3 jaar op voorwaarde dat de bijbels ter nalezing werden voorgelegd aan Ruard Trapper en Peter Curtius, doctoren en professoren in de theologie. Laatstgenoemde was ook pastoor in de Sint Pieterskerk. Het octrooi wat Gravius bekwam in 1546 liep ten einde in november 1549. Omdat zijn eigen drukken nog niet waren afgerond en om de concurrentie van andere drukkers af te houden, vroeg hij een verlenging van 8 jaar aan. Drie jaar werden hem toegestaan.
Bij Gravius komt de eerste editie van de zogenaamde 'Leuvense Bijbel' van de pers. Deze is verlucht met tal van houtsneden en zal zowat drie eeuwen lang de basistekst blijven voor Nederlandstalige katholieken in Noord en Zuid. Nicolaas van Winghe (ca. 1495-1552), subprior van de priorij van Sint-Maartensdal in Leuven en afkomstig uit een invloedrijke Leuvense patriciërsfamilie stond in voor de vertaling. Veel katholieken vonden dat het lezen van de Bijbel in de volkstaal risico's inhield wat betreft 'foute' of 'ketterse' interpretaties, maar het succes van de Duitse bijbel van de protestant Luther noopte toch tot een tegenzet.
Hij werkte occasioneel samen met andere Leuvense drukkers, zijnde Servaas Sassenus (1538), Petrus Phalesius en Martinus Rotarius (1550) en Petrus I Zangrius (1559). Het is Andreas van Sassen, afstammeling van drukker Servatius I van Sassen (1495-1556/57) die getrouwd was met zijn dochter Catharina de Grave die de drukkerij zal overnemen. Zijn (vermoedelijke) zus Maria was met Petrus I Zangrius Tiletanus gehuwd.

## Een selectie van de belangrijkste uitgaven en drukken
- Plato, Minos, sive de lege…, Leuven, Rutgerus Rescius voor Bartholomaeus Gravius, 31 maart 1531, 4°, 232 bll.
- Ioannes Driedo, De ecclesiasticis scripturis & dogmatibus libri 4., Louanij, ex officina Rutgeri Rescij, vænundantur [...] a Bartholomæo Grauio, 1533.
- Den gheheelen bybel, inhoudende het oude ende uieuwe Testament, Loeuen, Bartholomeus van Graue, 1548.
- La saincte bible, Lovvain, Batholomy de Graue: Anthoine Marie Bergagne: & Iehan de Vvaen, 1550. Gedrukt in vennootschap met Anthoni Maria Bergaigne & Jan Waen.
- Dat gheheel nieuwe Testament, Loeuen, Bartholomeus van Graue, 1551.